# Pleikustadion
Het Pleikustadion (Vietnamees: Sân vận động Pleiku) is een multifunctioneel stadion in Pleiku, een stad in Vietnam. 
Het stadion wordt vooral gebruikt voor voetbalwedstrijden, de voetbalclub Hoang Anh Gia Lai FC maakt gebruik van dit stadion. In het stadion is plaats voor 13.000 toeschouwers. 